# Storena tricolor
Storena tricolor är en spindelart som beskrevs av Simon 1908. Storena tricolor ingår i släktet Storena och familjen Zodariidae.
Artens utbredningsområde är Western Australia. Inga underarter finns listade i Catalogue of Life.